# Der elektrische Mönch

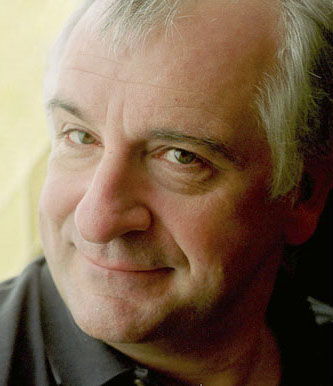
Douglas Adams

Der elektrische Mönch – Dirk Gentlys holistische Detektei ist ein Roman des englischen Schriftstellers Douglas Adams, der zuerst 1987 unter dem Originaltitel Dirk Gently’s Holistic Detective Agency erschien. Douglas Adams selbst beschrieb das Buch als „Geister-Horror-Wer-ist-der-Täter-Zeitmaschinen-Romanzen-Komödien-Musical-Epos“.
Die Fortsetzung des Buches ist Der lange dunkle Fünfuhrtee der Seele. Ein dritter Teil war in Arbeit, den Adams vor seinem Tode 2001 nicht mehr fertigstellen konnte. Fragmente dieses Werkes wurden in dem Nachlassband Lachs im Zweifel veröffentlicht.

## Handlung
Der Roman zerfällt in viele Handlungsstränge, die zunächst anscheinend überhaupt nichts miteinander zu tun haben. Erst nach und nach werden die Zusammenhänge zwischen ihnen aufgedeckt und am Ende zeigt es sich, dass jede Nebenhandlung für die Gesamtlogik der Handlung nötig war. Auch die relative Chronologie der Ereignisse, die unten beschrieben sind, wird für den Leser nicht vor der Mitte der Erzählung offensichtlich.
Richard MacDuff besucht das jährliche Bankett an seinem ehemaligen College St. Cedds auf Einladung seines alten Hochschultutors, Professor „Reg“ Chronotis. Reg benimmt sich ein wenig seltsamer als üblich, anscheinend in dem Bestreben, etwas mit Richard zu besprechen, aber es kommt nie wirklich dazu. Es stellt sich heraus, dass die plötzlich auftretenden Geräusche oberhalb von Regs Räumen von einem Pferd im Badezimmer stammen. Aus einem nicht erkennbaren Grund erleichtert diese Tatsache Reg außerordentlich. Richard erinnert sich plötzlich an das Versprechen, das er seiner Freundin Susan gegeben hatte: dass sie heute Abend gemeinsam etwas Besonderes unternehmen würden.
Auf einem weit entfernten Planeten arbeitet sich ein humanoider Roboter, genannt Elektrischer Mönch, durch eine Reihe unsinniger Glaubensvorstellungen. Seine einzige Aufgabe ist es, Dinge zu glauben (um so anderen Leuten die Mühe zu ersparen, es selbst zu tun), aber eine Störung hat dazu geführt, dass sein Glaubenssystem zunehmend fehleranfällig wurde. Mit einem Pferd als Begleiter ausgestoßen aus der Zivilisation, glaubt er momentan, dass seine Umgebung blassrosa sei und dass eine gewöhnliche weiße Tür in eine fremde neue Welt führe.
Der Unternehmer Gordon Way fährt auf einer Landstraße in Richtung seines Häuschens und spricht mit dem Anrufbeantworter seiner Schwester. Als er anhält, um den Kofferraum seines Wagens zu schließen, wird er erschossen. Sein Geist jedoch fragt sich, wieso er immer noch existiert und was er nun tun soll.
Michael Milton-Innerwoakes (im Original: Michael Wenton-Weakes) hatte von seinem wohlhabenden Vater immer alles bekommen, was er haben wollte. Aber nach dem Tod des alten Mannes erwies sich Michaels Mutter als ein viel gewissenhafterer Manager des von der Familie verwalteten Zeitungsimperiums, als es ihr letzter Ehemann jemals gewesen war. Der verwöhnte junge Mann stellt fest, dass ihm plötzlich seine kostspieligen „Spielzeuge“ weggenommen werden, einschließlich seiner geliebten geldverschlingenden Zeitschrift. Michael versetzt dieser Verlust in besessene Wut.
Die bewegte Vergangenheit von Svlad Cjelli, eines alten Studienkollegen von Richard McDuff,  umfasst auch eine Anzahl sehr unbedeutender Gaunereien. Am College jedoch geriet der Versuch, sich von seinen Kommilitonen auf nicht ganz legale Weise mit freien Getränken und Mahlzeiten versorgen zu lassen, etwas außer Kontrolle und führte zur Verhaftung Cjellis. Unter dem neuen Namen Dirk Gently ist er nun der Inhaber und einzige Ermittler eines Detektivbüros, das von sich behauptet, die grundlegende Verbundenheit aller Dinge auszunutzen, um jedweden Fall zu lösen. Obgleich er eine beliebige Zahl von absurden Argumenten für seine überhöhten Spesenabrechnungen produziert, ist er doch auch überaus erfolgreich beim Aufspüren der Wahrheit – wie unwahrscheinlich sie auch immer sein mag.
Svlad erpresst ein Treffen mit Richard, als er diesen beim Einbruch in die Wohnung seiner Freundin beobachtet. Richard versucht, eine für ihn nachteilige Nachricht auf dem Anrufbeantworter seiner Freundin zu löschen. Bei dem Treffen hypnotisiert Svlad Richard, um die tatsächlichen Intentionen Richards für den Einbruch zu erkennen. Richard war zu diesem Zeitpunkt von einem „Geist“ besessen.
Dieser Geist ist der letzte „Überlebende“ eines Unfalls von Außerirdischen, die in vorgeschichtlicher Zeit die Erde besiedeln wollten. Der Geist versucht, Zugriff auf eine Zeitmaschine zu erlangen, die sich im Besitz von Reg befindet. Gegen Ende des Buches finden sich der Geist (im Körper von Michael), Reg, Svlad und Richard im Raum der Zeitmaschine zusammen. Der Geist versucht, die anderen zu überzeugen, dass er nur den Zeitablauf verändern will, um seine Schiffskameraden zu retten. Gerade als dieser auf dem Weg ist die Historie zu verändern, merken die anderen, dass der Geist und seine Kameraden die Erde besiedeln und die Existenz der Menschheit verhindern wollen.
Richard und seine Freunde verhindern diese Entwicklung auf, für Adams typische, bizarre Weise: Sie hindern den Dichter Samuel Taylor Coleridge im Jahr 1798 an der Niederschrift seines Gedichtes Kubla Khan, welches dieser unter dem Einfluss des Geistes geschrieben hatte. So wird die Menschheit schließlich gerettet. Die Zeitmaschine ist im Anschluss unbrauchbar. Weitere Gefahren sind nicht zu befürchten.

## Rezeption
Das Buch wurde von der Kritik gemischt aufgenommen. Man verglich es allenthalben mit den Anhalter-Romanen, wobei einige Stimmen behaupteten, dem Buch würden die darin enthaltenen schrillen Gags fehlen. Andere Seiten lobten das Buch und bezeichneten es als besser und reifer als den Anhalter. Allen Besprechungen gemeinsam ist ein recht ambivalenter Eindruck: „Nur gegen Ende hin bekommt man das Gefühl, dass Adams entweder keine rechte Lust mehr hatte oder, wie auch schon bei jeder Folge des HHGG, einfach in unheimlicher Zeitnot hinsichtlich des Abgabetermins war. Die vielen Fäden werden zwar (fast alle) aufgelöst, aber doch in einer so schnellen Weise, die nicht zum restlichen Roman passt.“

## Leitmotiv
Das zentrale Motiv des Romans ist die grundlegende Verbundenheit aller Dinge. Viele Details mögen zunächst überflüssig erscheinen, doch hinterher stellen sie sich als integrale Bestandteile des Handlungsstrangs heraus. Die Chaostheorie ist folglich ein passender Kontext für diesen Roman. Auf die Vorstellung des Holismus wird im Unter- bzw. Originaltitel des Romans Bezug genommen. Auch Gastauftritte aus der Quantenmechanik gibt es im Roman, wie zum Beispiel den EPR-Effekt oder Schrödingers Katze.

## Adaptionen
Am 5. Januar 1992 tauchten Dirk Gently, Richard MacDuff, Dirks Sekretärin und der Elektrische Mönch in der Douglas-Adams-Episode der britischen Kunstdokumentarserie The South Bank Show des Sendernetzwerks Independent Television auf. Michael Bywater spielte Dirk Gently, Paul Shearer sowohl MacDuff als auch den Elektrischen Mönch. Das Buch wurde als Theaterstück mit dem Namen Dirk adaptiert.
2007 startete BBC Radio 4 eine 18-teilige Hörspielreihe von je 30-minütigen Episoden aller Dirk-Gently-Bücher, die selbst die unvollendete Fassung seines letzten Buches beinhaltete und in drei Staffeln von je sechs Folgen ab dem 3. Oktober 2007 ausgestrahlt wurden.
Im Dezember 2010 startete BBC Four eine TV-Serie mit dem Titel Dirk Gently, die auf den Ereignissen von Der Elektrische Mönch basiert. Nach der einstündigen Pilotfolge kündigte man weitere Episoden an, es wurden drei weitere jeweils einstündige Folgen gedreht. Trotz guter Kritiken und Zuschauerzahlen wurde die Serie – offenbar aus finanziellen Erwägungen – nicht fortgesetzt.
Mit Dirk Gentlys holistische Detektei wurde von 2016 bis 2017 eine insgesamt achtzehnteilige Serie produziert, deren Titelcharakter zwar lose auf dem des Buchs basiert, ansonsten jedoch mit der Handlung der Vorlage nichts gemein hat. In tragenden Rollen sind Samuel Barnett und Elijah Wood zu sehen. Im Januar 2018 erschien die zweite und letzte Staffel der Serie, die in den DACH-Ländern auf Netflix zu sehen ist.